# Sheikh Rada Naji Al-Saidy
 (août 2019).
Sheikh Rada Naji Al-Saidy (parfois Cheikh Ridha Naji ou Reda Al-Saidy,  en arabe : الشيخ علي الرضا بن محمد ناجي الصعيدي), né le 2 juillet 1970 dans la région de Trarza, est un Prédicateur de l'Islam en Mauritanie, un homme d’affaires et politique Mauritanien. Proche des fondamentalistes musulmans et de l'ex-président Mohamed Ould Abdel Aziz, il est l’acteur principal de l’une des plus grandes escroqueries immobilières et financières en Mauritanie.

## Biographie
Sheikh Rida ben Mohamed Naji Al-Saidy est né le 2 juillet 1970 dans la région de Trarza, au sud de la commune de Ouad Naga. Connu sous le nom de Cheikh Reda Al-Saidy, il explique être originaire du Said, région historique de la Haute-Égypte et appartenir à une lignée de saints descendants du prophète Mahomet.
Ayant grandi à Bir el Taoures, village situé à 130 km au sud-ouest de Nouakchott, Sheikh Rida Naji apprend le Coran à 11 ans en suivant l’enseignement familial de son père et de son oncle, fondateur du forum mondial pour le soutien du Prophète «Nassratou Errassoul» dont Cheikh Ridha occupe aujourd’hui la présidence,. Au fil des années, Sheikh Rida est devenu l’une des figures emblématiques du fondamentalisme musulman en Mauritanie, défendant la charia, et collaborant avec les principaux oulémas et imams comme Hamden Ould Tah, prônant l’obéissance aveugle au gouvernement et adoptant des positions critiques face à la démocratie et à l’opposition.
Prédicateur de l'islam en Mauritanie et soutient officiel du général Mohamed Ould Abdel Aziz, il est depuis quelques années au centre de l’un des scandales immobilier et financier les plus importants en Afrique. L’«affaire Cheikh Ridhaa » lui vaut d’être comparé à un Madoff Mauritanien. Selon certains économistes, cette célèbre affaire de malversations a littéralement saigné l’économie de la Mauritanie. Ayant, avec l’aide des quelques proches, mis en place un mécanisme assimilable à un schéma de Ponzi,, l’accusé a cumulé près de 200 millions de dollars américains  de dettes et se trouve aujourd’hui à l’origine d’un mouvement de protestation et de révolte sociale,,,. Bénéficiant de la protection des autorités publiques,, Sheikh Reda continue depuis plusieurs années à jouir de sa liberté et à promettre à ses victimes un remboursement rapide,.
Récemment, cheikh Reda a donné son nom à une mosquée dans la région (moughataa) de Tevragh Zeïna.